# Tammy Miller
Tammy Kelly Miller (* 21. Juni 1967 in Stockport) ist eine ehemalige britische Hockeyspielerin. Sie war Olympiadritte bei den Olympischen Spielen 1992 und Europameisterin 1991.

## Karriere
Tammy Miller gehörte zur englischen Nationalmannschaft, die bei der Europameisterschaft 1991 in Brüssel antrat. Die Engländerinnen gewannen ihre Vorrundengruppe und bezwangen im Halbfinale die Niederländerinnen. Im Finale besiegten sie die deutsche Mannschaft mit 2:1. Ein Jahr später bei den Olympischen Spielen 1992 in Barcelona belegten die Britinnen in der Vorrunde den zweiten Platz hinter den Südkoreanerinnen. Nach einer 1:2-Niederlage gegen die Deutschen im Halbfinale spielten die Britinnen gegen die Südkoreanerinnen um Bronze und gewannen mit 4:3 nach Verlängerung.
1994 war Dublin Austragungsort der Weltmeisterschaft. Die Engländerinnen belegten in der Vorrunde den fünften Platz in ihrer Gruppe und erreichten in den Platzierungsspielen den neunten Platz. Bei den Olympischen Spielen 1996 in Atlanta nahmen acht Mannschaften teil, die in der Vorrunde gegen jede andere Mannschaft antraten. Das Finale bestritten die beiden bestplatzierten Mannschaften der Vorrunde. Um Bronze spielten die Britinnen und die Niederländerinnen, die nach der Vorrunde punktgleich auf dem dritten Rang lagen. Nach einer torlosen Partie siegten die Niederländerinnen im Penaltyschießen.
Tammy Miller spielte auf Vereinsebene für die Clifton Ladies aus Bristol.